# Marktl (Niemcy)
Marktl – gmina targowa w Niemczech, w kraju związkowym Bawaria, w rejencji Górna Bawaria, w regionie Südostoberbayern, w powiecie Altötting, siedziba wspólnoty administracyjnej Marktl. Położona jest nad rzeką Inn, liczy 2,7 tys. mieszkańców (31 grudnia 2011) na powierzchni 27,84 km². Obecnie burmistrzem jest Hubert Gschwendtner.

## Polityka
Wójtem gminy jest Hubert Gschwendtner z SPD, rada gminy składa się z 14 osób.
|      | CSU/UFW | SPD/FOP | UL Marktlberg | Marktler FW | Razem |
| 2008 | 4       | 6       | 2             | 2           | 14    |
| 2002 | 4       | 5       | 3             | 2           | 14    |

## Osoby urodzone w Marktl
- Joseph Alois Ratzinger (16 kwietnia 1927 – 31 grudnia 2022) – papież Benedykt XVI

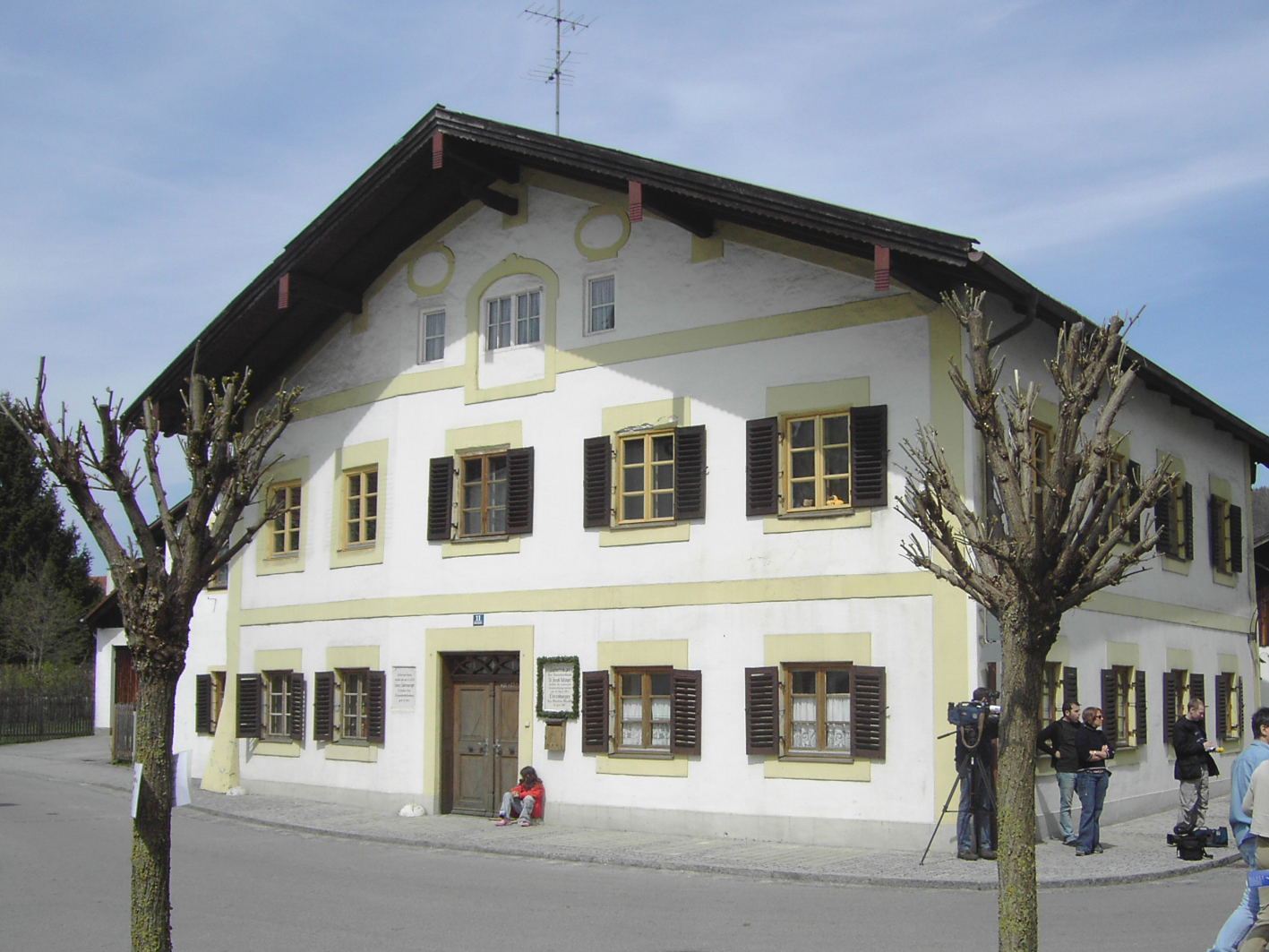
Dom rodzinny papieża Benedykta XVI

## Współpraca
Miejscowości partnerskie:
- Gönnheim, Nadrenia-Palatynat
- Sotto il Monte Giovanni XXIII, Włochy
- Wadowice, Polska